# Souidania
Souidania (em árabe: سويدانية) (anteriormente Saint-Ferdinant, durante a colonização francesa), é um município localizado na província de Argel, no norte da Argélia. Sua população era de 17 105 habitantes, em 2008.